# Foristell
Foristell é uma cidade localizada no estado americano de Missouri, no Condado de St. Charles e Condado de Warren.

## Demografia
Segundo o censo americano de 2000, a sua população era de 331 habitantes.
Em 2006, foi estimada uma população de 330, um decréscimo de 1 (-0.3%).

## Geografia
De acordo com o United States Census Bureau tem uma área de
13,1 km², dos quais 12,9 km² cobertos por terra e 0,2 km² cobertos por água. Foristell localiza-se a aproximadamente 233 m acima do nível do mar.

## Localidades na vizinhança
O diagrama seguinte representa as localidades num raio de 16 km ao redor de Foristell.